# Mien (språk)
Mien eller Yao är ett språk (eller en grupp närbesläktade språk) som talas bland Yao-folket i södra Kina och angränsande delar av Sydostasien. Språket tillhör Hmong-mienspråkfamiljen, även känd som Miao-yao. Sammanlagt finns en dryg miljon människor som talar Mienspråk. Största delspråket inom Mien är Iu-Mien.
Mien kan delas upp i:
- Biao-Jiao
- Mian-Jin
  - Biao-Mon
  - Iu-Mien
  - Kim-Mun
- Zaomin